# ادغام عمودی
ادغام عمودی یا یکپارچگی عمودی (به انگلیسی: Vertical Integration) در اقتصاد خرد و مدیریت کسب‌وکار، فرآیندی است که در آن یک شرکت، شرکت‌های پخش محصولات خود را، تحت تملک خود در می‌آورد تا پس از مرحله تولید، کنترل خود را بر این بخش‌ها افزایش دهد.
مانند هنری فورد که علاوه‌بر شرکت‌های خودروسازی زیرمجموعۀ شرکت فورد، یک ناوگان کشتی و یک راه‌آهن را خریداری کرده بود و حتی یک کارخانه لاستیک‌سازی را در برزیل خرید تا عرضه تایرهای خود را در آن منطقه تضمین کند.
از سوی دیگر، روش ادغام عمودی یکی از راه‌های مدیریت شبکه تأمین نیز به‌شمار می‌آید، که عبارتند از: افزایش میزان مالکیت اجزای شبکه تأمین به وسیله یک شرکت؛ به‌گونه‌ای که برخی از تأمین‌کنندگان یا پخش‌کنندگان شبکه تأمین خود را خریداری کند.

## گونه‌ها
ادغام عمودی ترکیب دو فعالیت تجاری است که در دو سطح متفاوت از تولید قرار دارند. برای مثال یک شرکت تولیدکننده مواد غذایی و یک فروشگاه زنجیره‌ای. ترکیب در این روش با فراهم‌نمودن چیزی برای چرخه تولید (که به مصرف‌کننده پایانی نزدیک‌تر است) به‌عنوان ادغام عمودی رو به جلو شناخته می‌شود.
ادغام عمودی می‌تواند با ادغام افقی که همانا ترکیب فعالیت‌های تجاری که در یک سطح تولید قرار دارند (مانند دو سوپر مارکت یا دو کارخانه تولید مواد غذایی) مقابله کند. ترکیب با چیزی که چرخه را تقویت می‌کند (به‌طور مثال اگر یک شرکت تولیدکننده مواد غذایی با یک مجتمع کشت و صنعت ترکیب شود) به‌عنوان ادغام عمودی رو به عقب شناخته می‌شود.
گاهی ادغام دو سازمان که در دو مسیر تجاری کاملاً متفاوت قرار دارند بر ادغام اختلاطی شرکت‌ها ارجحیت دارد.
فعالیت‌های تجاری بسته به این که به مصرف‌کننده پایانی دور یا نزدیک هستند، بالادستی یا پایین‌دستی محسوب می‌شوند. مزایای ادغام عمودی از ظرفیت بیشتری که برای کنترل دستیابی به ورودی‌ها (و کنترل هزینه‌ها، کیفیت و زمان‌های تحول این ورودی‌ها) به سازمان می‌دهد، ناشی می‌شود. هر چند در مسیر تغییر ساختار سازمانی پایان قرن بیستم این منطق کمتر مورد توجه قرار می‌گیرد.

## نمونه
برخی از بهترین مثال‌ها از ادغام عمودی در شرکت‌های نفتی وجود داشته‌است. در دهه‌های ۱۹۷۰ و ۱۹۸۰ بسیاری از شرکت‌هایی که پیشتاز اکتشاف و استخراج نفت بودند، تصمیم گرفتند پالایشگاه‌های پایین‌دستی و شبکه پخش را به دست آورند. شرکت‌هایی نظیر رویال داچ شل و بی‌پی اقدام به کنترل تمام مراحل پیچیده آوردن یک قطره نفت از محل استخراج (دریای شمال یا آلاسکا) به باک سوخت خودروها نمودند. ایده ادغام عمودی از شعار یک گام جلوتر شرکت رایانه‌ای دل یکی از موفق‌ترین شرکت‌های دهه ۱۹۹۰ گرفته شده‌است.
برای شرکت‌ها اجرای موفقیت آمیز ادغام عمودی یک استراتژی دشوار است. اجرای این استراتژی غالباً پرهزینه و مشکل می‌باشد. در بسیاری از مواقع تولیدکنندگان بالادستی به منظور حفظ بازار محصولاتشان با پخش‌کننده‌های پایین‌دستی ادغام می‌شوند. این موضوع در شرایط مناسب خوب است، اما وقتی تقاضا کاهش می‌یابد، بسیاری از شرکت‌ها تفاوت قیمت فاحشی با پخش‌کنندگان پایین‌دستی دارند و تنها می‌توانند هزینه تولید را، در نقطه سربه‌سر حفظ کنند.
هنگامی که در پایان دهه ۱۹۷۰ شرکت اپل شبکه‌ای از متخصصان غیروابسته را تشکیل داد، تا ماشین‌هایی تولید کند، که کارآیی آن‌ها بیشتر از آنچه همه غول‌های رایانه‌ای انجام داده‌اند، باشد، برای غول‌های صنایع رایانه‌ای همچون آی‌بی‌ام، با مشکل مواجه شدند.